# وانغي-وانغي (جزيرة)

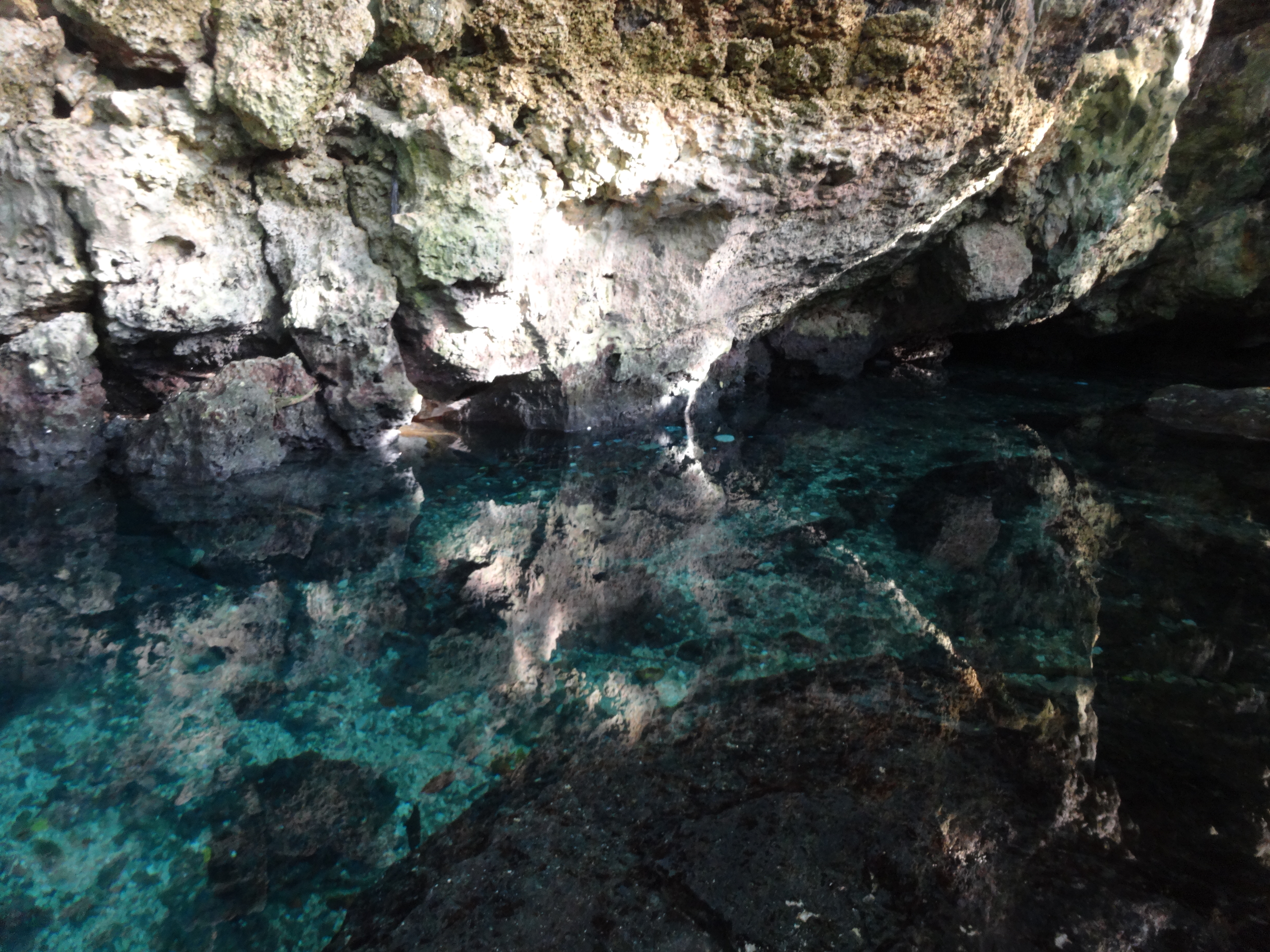
كهف كونتامالي المائي، جزيرة وانغي- وانغي

جزيرة وانغي-وانغي هي إحدى جزر واكاتوبي والتي تتبع جزر توكانغبيسي وتقع في شمال غرب هذه الجزر. يقع خليج كولوانا واتابو غرب الجزيرة.
طائر الوانغي وانغي أبيض العين هو من الطيور المهددة بالانقراض وقد اكتشف مؤخراً في الجزيرة.